# 이용철 (법조인)
이용철(李鎔喆, 1960년 6월 4일 ~ , 전북 순창)은 대한민국의 변호사이다.

## 학력
- 전주신흥고등학교 졸업
- 연세대학교 법학 학사

## 경력
- 1989년 : 제31회 사법시험 합격
- 1993년 : 이용철법률사무소 변호사
- 2002년 : 노무현 대통령후보 법률특보
- 2003년 : 대통령비서실 민정수석실 민정제2비서관
- 2003년 : 대통령비서실 민정수석실 법무비서관
- 2005년 : 국무조정실 국방획득제도개선단장
- 2005년 : 방위사업청 개청준비단 부단장
- 2006년 : 방위사업청 차장
- 2006년 : 법무법인새길 변호사
- 2011년 : 성남산업진흥재단 대표이사

| 전임 (초대) | 초대 방위사업청 차장 2006년 1월 6일 ~ 2006년 12월 4일 | 후임 김종민 |